# RMS Georgic (1932)
RMS Georgic byla poslední loď postavená pro White Star Line před sloučením s Cunard Line. Postaven byl společně se svou sesterskou lodí Britannic v loděnicích Harland & Wolff v Belfastu a stejně jako on i Georgic byl osazen dieselelektrickým pohonem. Ve své době šlo o největší a nejrychlejší motorovou loď světa.

## Stavba
Postaven byl v roce 1931 a na svou první plavbu na lince Liverpool - New York vyplul 25. června 1932. V roce 1933 pak nahradil Olympic na lince Southampton - New York. Georgic byl osazen vznětovými motory pohánějícími elektrické generátory. Takto vyrobený elektrický proud poháněl elektromotory, které otáčely lodními šrouby. Při zkouškách zaznamenal největší rychlost 19 uzlů a ačkoli nebyl největším zaoceánským parníkem na světě (byl ale největší motorová loď), pomohl udržet White Star Line při životě během hospodářské krize.

## Počátky
Od ledna 1933 Georgic sloužil na trase Southampton - New York, protože jeho předchůdce Olympic už měl svá nejlepší léta za sebou. 10. května 1934 se stal součástí flotily nově vzniklé Cunard-White Star a sloužil na trase Londýn - Southampton - New York. Tím se stal největší lodí používanou na řece Temže. V srpnu 1939 se vrátil na svou původní trasu, kde vykonal pět plaveb, než byl po vypuknutí druhé světové války zabaven Royal Navy za účelem transportu jednotek.

## Služba ve válce
7. července 1941 Georgic kotvil v Suezském zálivu, kde byl objeven německými letadly. Na Georgic byly shozeny dvě pumy, z nichž jedna ho zasáhla. Loď zachvátil požár, který se dostal až do muničního skladu. Po jeho následném výbuchu byl vydán rozkaz opustit loď, která se zádí potopila na dno mělkých vod, kde byla zanechána než dohořela.
14. září bylo zhodnoceno celkové poškození Georgiku, trup byl provizorně zacelen a byla z něj vypumpována voda. Loď byla následně poslána do loděnic Harland & Wolff na opravu a přestavbu na transportní loď.

## Přestavba a pozdější služba
Po prosinci 1944 byl opraven exteriér lodi včetně odstranění prvního komínu a zkrácení předního stěžně. Georgic pak převážel jednotky mezi Itálií, Středním východem a Indií do roku 1948, kdy byl navrácen Cunard-White Star. On i jeho sesterská loď pak až do konce své služby pluly pod vlajkou svého původního vlastníka White Star Line. Svou poslední plavbu vykonal v roce 1954 a v únoru 1956 byl sešrotován.